# Dia da Vitória na Europa
Dia da Vitória na Europa (em inglês:  V-E Day) foi o dia 8 de maio de 1945, data formal da derrota da Alemanha Nazista em favor dos Aliados na Segunda Guerra Mundial.
A data foi motivo de grandes celebrações, especialmente em Londres, onde mais de um milhão de pessoas festejaram o fim da guerra na Europa, embora os racionamentos de comida e vestuário continuassem por mais uma série de anos. Em Londres, particularmente em Trafalgar Square e no Palácio de Buckingham, juntaram-se grandes massas de população, surgindo à varanda do palácio o Rei Jorge VI e a Rainha consorte Elisabete, acompanhados pelo primeiro-ministro, Winston Churchill, para saudar a população. A Princesa Isabel (futura Rainha Isabel II) e a sua irmã, a Princesa Margarida, foram autorizadas a juntar-se à festa, anónimas entre o povo de Londres. 
Nos Estados Unidos, o Presidente Harry Truman, que celebrava 61 anos nesse mesmo dia, dedicou a vitória ao seu antecessor, Franklin D. Roosevelt, que morrera havia cerca de um mês, no dia 12 de abril.
Os Aliados haviam acordado que o dia 9 de maio de 1945 seria o da celebração, todavia os jornalistas ocidentais lançaram a notícia da rendição alemã mais cedo do que era previsto, precipitando as celebrações. A União Soviética manteve as celebrações para a data combinada, sendo por isso que o fim da Segunda Guerra Mundial, conhecida como a Grande Guerra Patriótica na Rússia e outras zonas da antiga URSS, é celebrado no dia 9 de maio. A vitória aliada sobre o Japão é celebrada no Dia V-J, 15 de agosto de 1945.